# Foule monstre
Albums de Eiffel
À tout moment
(2009) Stupor Machine
(2019)
Foule monstre est le cinquième album du groupe Eiffel, sorti le 3 septembre 2012. Il s'est classé à la 9e place du classement de ventes d'albums en France, à la 18e en Belgique francophone et à la 78e en Suisse.

## Liste des titres
Toutes les chansons sont écrites et composées par Romain Humeau.
| No  | Titre                                                                                    | Durée |
| --- | ---------------------------------------------------------------------------------------- | ----- |
| 1.  | Place de mon cœur                                                                        | 4:10  |
| 2.  | Le Même Train                                                                            | 3:53  |
| 3.  | Chaos of Myself (avec Phoebe Killdeer)                                                   | 7:06  |
| 4.  | Foule monstre                                                                            | 3:57  |
| 5.  | Libre                                                                                    | 4:27  |
| 6.  | Frères ennemis                                                                           | 1:57  |
| 7.  | Chanson trouée                                                                           | 7:02  |
| 8.  | Milliardaire (contient Stuck Inside the Pussy, « morceau caché » à la fin de la chanson) | 4:43  |
| 9.  | Lust for Power (avec Bertrand Cantat)                                                    | 5:14  |
| 10. | Chamade                                                                                  | 4:47  |
| 11. | Venus from Passiflore                                                                    | 4:33  |
| 12. | Puerta del Ángel                                                                         | 4:59  |
| 13. | Death's Dance                                                                            | 6:16  |

| 14. | La Nuit tague | 3:02 |

Notes :
- Stuck Inside the Pussy n'apparaît pas dans la version numérique de iTunes.
- Tu as la montre, moi j'ai le temps, une chanson enregistrée pendant les sessions de l'album mais qui n'y figure pas, est sortie en 45 tours à l'occasion du Disquaire Day en avril 2013, avec en face B une reprise des Beatles, A Day in the Life enregistrée en acoustique dans l'émission Au secours c'est du live de Ouï FM[2],[3]. Tu as la montre, moi j'ai le temps est disponible en téléchargement à partir du 6 mai 2013.

## Musiciens
- Romain Humeau : chant, guitares électriques et acoustiques, synthétiseurs, programmations, percussions, chœurs, arrangements cordes
- Estelle Humeau : basse, piano, mélodica, Hammond, flûtes, percussions chœurs
- Nicolas Courret : batterie, percussions, chant sur Stuck Inside the Pussy, chœurs
- Nicolas Bonnière : guitares électriques, Kaos Pad, scratchs, percussions, chœurs

Musiciens additionnels
- Phoebe Killdeer : chant sur Chaos of Myself
- Bertrand Cantat : chant sur Lust for Power
- Augustin Humeau : basson sur Foule monstre et Milliardaire
- Joe Doherty : saxophones baryton, ténor et alto sur Place de mon cœur et Libre, saxophone ténor sur Lust for Power, flûte à coulisse sur Place de mon cœur, saxophone baryton sur Le Même Train
- The Mysterious Nansouty's Girls : chœurs sur Puerta del Ángel, Libre et Lust for Power
- Shalom : chœurs sur Chanson trouée, Chaos of Myself et Le Même Train
- Michelle Sporny : prononce la phrase « si on n'était pas fous, on deviendrait tous dingue » sur Libre
- Perry Montague-Mason : 1er violon
- Emlyn Singleton, Rita Manning, Boguslaw Kostecki : violons
- Bill Hawkes, George Roberston : violons alti
- Martin Loveday, Dave Daniels : violoncelles
- Chris Laurence : contrebasse

## Singles
- Libre (2012)
- Place de mon coeur (2012)

## Accueil critique
Arnaud de Vaubicourt, de Music Story, lui donne 4 étoiles sur 5, évoquant un « album totalement réussi » dont les deux « points culminants » sont Libre et Lust for Power et confirmant qu'Eiffel « reste définitivement ce qui se fait de mieux de ce côté-ci de la Manche dès qu’il s’agit de sortir les guitares endiablées tout en délivrant un message intelligent, raffiné et honnête ». 
Pour le site Forces parallèles, qui lui donne 3 étoiles sur 5, « l’évolution musicale d’Eiffel apparaît comme un pari réussi : l’utilisation des machines, mise au service des compositions, est parfaitement maîtrisée » et l'album « contient des compositions solides et mélodiques qui sont parmi les meilleures du groupe » (Foule monstre, Libre, Chamade, Chanson trouée). Il estime néanmoins que « toute la fin de l'album semble un peu en retrait. La faute, sans doute, à la persistance d’un son lourd qui, sur des compositions plus faibles, donne une impression fastidieuse et impose une certaine endurance » mais conclut en affirmant que le groupe « accomplit globalement un joli coup d’éclat ». 
Le site Albumrock lui donne 4 guitares sur 5, estimant que l'album est « costaud, enflammé et impeccable de verve mélodique » et que le groupe, « malgré son lifting dans l’air du temps », guitares moins présentes au profit des claviers, « réalise un album de très haute tenue » dominé par « un quatuor en haute altitude » : Le Même Train, Chaos of Myself, Libre et Lust for Power.

## Classements hebdomadaires
| Classement (2012)            | Meilleure position |
| ---------------------------- | ------------------ |
| Belgique (Wallonie Ultratop) | 18                 |
| France (SNEP)                | 9                  |
| Suisse (Schweizer Hitparade) | 78                 |